# Timp tom
Timp toms zijn membranofone muziekinstrumenten die gebruikt worden in muziekkorpsen, zoals malletbands en Drum & Bugle corps.
Ze bestaan uit drie of meer enkelvellige, naast elkaar geplaatste, trommels, verschillend in grootte, bespannen met een kunststof vel. Het geluid is diep en door de verschillende groottes van de trommels kan een timp tom verschillende toonhoogtes produceren.
De naam van het instrument wordt soms afgeleid van het aantal trommels dat het bevat: Trio, Quad, of Quint. In het Engels wordt dit instrument meestal "tenor drums", of "multi-tenor drums" genoemd.
De timp toms worden bespeeld met normale trommelstokken, of mallets.